# Yakovlev Yak-42
O Yakovlev Yak-42 (nome na OTAN: "Clobber") é uma aeronave comercial com capacidade para até 120 passageiros de médio alcance. Foi desenhado como uma substituição para muitos jatos de médio alcance já obsoletos da Aeroflot. Foi a primeira aeronave comercial produzida na União Soviética a ser motorizada com os modernos motores turbofan high-bypass.

## Design e desenvolvimento
Em 1972, a Yakovlev iniciou um projeto de uma aeronave de curto a médio alcance capaz de carregar de 100 a 120 passageiros. O objetivo era substituir os antigos Tupolev Tu-134, além dos turboélices Ilyushin Il-18, Antonov An-24 e An-26. Enquanto uma nova aeronave era necessária para operar em aeródromos relativamente pequenos, não abrindo mão da economia, de forma que muitos aeroportos soviéticos foram adequados para acomodar aeronaves mais avançadas. Esta solicitação resultou na maior, mais pesada e potente aeronave desenhada pela Yakovlev até então.
- Yak-42 visto por trás com a escada traseira estendida
- Yakovlev Yak-42D da Lviv Airlines
- Interior de um Yak-42